# The End of this Chapter
The end of this chapter es un recopilatorio realizado por Sonata Arctica, y lanzado para Japón el 30 de agosto de 2005. Este contiene un CD con 17 canciones y un DVD con 5 videos del Live acústico de 2004 y 2 videos promocionales. Fue filmado durante el Tour Reckoning Night World Tour+Once Upon A Tour el 26 de septiembre de 2004 en el Tokyo FM Hall.

## Lista de canciones (CD)
| N.º | Título                                                                                  | Duración |  |
| 1.  | «...Of Silence» (Extraída del álbum "Silence")                                          | 1:17     |  |
| 2.  | «Weballergy» (Extraída del álbum "Silence")                                             | 3:52     |  |
| 3.  | «8th Commandment» (Extraída del álbum "Ecliptica")                                      | 3:42     |  |
| 4.  | «FullMoon» (Extraída del álbum "Ecliptica")                                             | 5:08     |  |
| 5.  | «Ain't Your Fairytale» (Extraída del EP "Don´t say a word")                             | 5:18     |  |
| 6.  | «UnOpened» (Extraída del álbum "Ecliptica")                                             | 3:43     |  |
| 7.  | «Abandoned, Pleased, Brainwashed, Exploited» (Extraída del álbum "Winterheart’s Guild") | 5:37     |  |
| 8.  | «Don't Say A Word (Single Version)» (Extraída del EP "Don´t say a word")                | 4:15     |  |
| 9.  | «Victoria's Secret» (Extraída del álbum "Winterheart’s Guild")                          | 4:43     |  |
| 10. | «Black File» (Extraída del álbum "Ecliptica")                                           | 4:06     |  |
| 11. | «My Land» (Extraída del álbum "Ecliptica")                                              | 4:38     |  |
| 12. | «Black Sheep» (Extraída del álbum "Silence")                                            | 3:42     |  |
| 13. | «Wolf & Raven» (Extraída del álbum "Silence")                                           | 4:16     |  |
| 14. | «San Sebastian (Original Version)» (Extraída del EP "Takatalvi")                        | 4:38     |  |
| 15. | «The Cage» (Extraída del álbum "Winterheart’s Guild")                                   | 4:38     |  |
| 16. | «The End Of This Chapter» (Extraída del álbum "Silence")                                | 7:02     |  |
| 17. | «Draw Me (Instrumental Version)»                                                        | 5:06     |  |

## Lista de videos (DVD)
| Acoustic Live 2004 |                                                          |          |  |
| N.º                | Título                                                   | Duración |  |
| 1.                 | «My Land»                                                |          |  |
| 2.                 | «Mary-Lou»                                               |          |  |
| 3.                 | «Replica»                                                |          |  |
| 4.                 | «Victoria's Secret - Letter To Dana - Victoria's Secret» |          |  |
| 5.                 | «Jam»                                                    |          |  |
| 6.                 | «Wolf And Raven (Videoclip)»                             |          |  |
| 7.                 | «Broken (Videoclip)»                                     |          |  |